# إكس دريك
إكس دريك واسمه هو ديز دريك، باليابانية (X · ド レ ー ク (デ ィ エ ス · ド レ ー ク) بالإنجليزية(X Drake) أحد شخصيات الإنمي و مانغا ون بيس، كان أول ظهوره في المانجا في الفصل 498 و أول ظهوره في الأنمي في الحلقة 392 وكان عمره 31 قبل السنتين، يمتلك إكس دريك فاكهة زون من النوع الأسطوري ألا وهي فاكهة الديناصور، وبلغ المكافئة التي على رأسه 222.000.000 بيلي (البيلي هي عملة ون بيس) ويبلغ طوله 233 سم، وهو نائب أدميرال السابق في القوات البحرية، وأيضاً قائد قراصنة دريك من الأزرق الشمالي، كان ينتمي إكس دريك للبحرية والآن هو قائد قراصنة دريك، وهو واحد من السوبرنوفا.

## شخصيته
عندما كان شابًا قبل ثلاثة عشر عاما، كان مترددا جدا في القتال، وأيضا كان مترددا في مساعدة أي شخص حتى مع طاقمه في البحرية، وبدلاً من ذلك ساعد أحد القراصنة، وقام بالهرب بدلا من مساعدة رفاقه
دريك هو شخص شديد اللهجة، جاد في القتال ولا يحب المزاح، يتصف بالقوة والشجاعة حيث أنه تمكن من جذب انتباه ملك الوحوش اليونسكوكايدو، حيث اسم كايدو فقط جعل شيتشيبوكاي دوفلامنجو يخاف
بالإضافة إلى أنه شخص لا يحمل أيّة ضغينة، وعلى الرغم من أنه يعرف بأن دوفلامنغو قام بقتل والده لكنه لم يهتم ولم يستاء منه حتى 
ولكن هذا لا يعني بأنه يكره العنف، فهو أحيانا متعطش للقتال، كما حدث عندما قام بمهاجمة الباسيفيشتا في أرخبيل شابوندي (مما أدى إلى نزف الباسيفيشتا بسبب عضه من دريك) بدلا من الهرب، وأيضا عندما تعمد الهجوم على سكوتش تابع اليونيكو كايدو 

ويبدو أنّ أهدافه تختلف عن أهداف القراصنة الباقين حيث تدخل في معركة آورج مع الباسيفيشتا مع أنه لم يكن مظطرًا للتدخل، وهذا يدل على أنه يهتم بزملائه القراصنة (حتى لو كانوا أعداء) ضد قوات البحرية التي هي عدو جميع القراصنة.

## مظهره
دريك هو شخص طويل ذو عضلات مفتولة، يرتدي سترة قصيرة زرقاء اللون عليها فراء بيضاء، وعلى رأسه قبّعة زرقاء داكنة اللون لدرجة كبيرة، بالإضافة إلى قناع أسود صغير يُغطي عينيه فقط، وتحت القبعة يمتلك دريك شعر لونه بني محمر، وأيضا لديه سوالف بنفس اللون، وذقنه طويلٌ قليلا، ويوجد على صدره ندبة كبيرة واضحة على شكل حرف إكس "X"، ويرتدي دريك بنطال لونه أزرق داكن متلائم تماما مع السترة، ويضع وشاح طويل يتدلى من كتفيه، ويرتدي في نهاية ساقيه دروعا لونها أزرق داكن مثل البنطال، وحزام أسود فيه خط بنيّ يتوسطه دائرة ذهبية اللون كبيرة قليلا، وبعد عامين ظهر دريك في قصة كاريبو حيث كان شعره عاليا أكثر من السابق ولم يعد يرتدي قبعته، وأصبح قناع عينيه الصغير يغطي عينه اليمنى فقط مثل الرّقعة.

## علاقاته

### والده
كان والده من جنود البحرية، وقد كان يريد أن يصبح دريك أحدهم، ولكن أصبح والده قرصان بعدها، كما أنّه قام بضرب ابنه دريك بقوة، مما أدى إلى هرب دريك منه وكان يكره والده، وبعد ثلاثة عشر سنة تبين بأن دريك عرف بأن دوفلامنجو هم من قام بقتل والده لكنه لا يحمل أيّة ضغينةً ضده.

### كايدو
قبل سنتين ذهب دريك وطاقمه إلى العالم الجديد وتحديدا جزيرة الشتاء، ودخل في قتال بسيط مع أحد أتباع كايدو والذي هو سكوتش، وأثار إعجاب كايدو به، وبعد عامين تبين بأن دريك أصبح حليف لكايدو حيث قام بالإمساك ب«كاريبو» الذي هزم سكوتش وأثار الفوضى.

### ترافلجار لاو
خلال أحداث أرخبيل شابوندي بعدما قام دريك بالتدخل في قتال آوروج وكيلر، تبين بأنه يعرف ترافلجار لاو حيث أنّ لاو ناداه بالكابتن دريك وتبين أنهما يعرفان بعضهما منذ فترة ليست بالقصيرة، كما أنّ الاثنان من الأزرق الشمالي.

## قوته وقدراته
عندما كان دريك في قوات البحرية، حصل على رتبة الإدميرال الخلفي مما يدل على أنه كان جندي مميز وبارع وقوي، وأيضا كان يعلم بأمر مشروع الباسيفيشتا من قٍبل العالم الذكي جدا فيغابانك، ولكنه لم يعرف عن تطوير المشروع وتزويده بأشّعة تشبه أشعة الإدميرال كيزارو

كما أنّه يمتلك مهارة عالية في القتال مما جعله واحدًا من الأحد عشر قرصان من السوبرنوفا، بالإضافة إلى أنه يمتلك قدرة بدنية قوية حيث تمكن من هزيمة إحدى نسخ الشيشيبوكاي «بارثولوميو كوما» وهذا يدل على قوته حيث أنّ سانجي و «بيبو» تأذيا عندما حاولا ركل الباسيفيشتا، وتمكن من هزيمة سكوتش تابع كايدو ولم يخشى من غضب كايدو.

### أسلحته
يحمل دريك معه سيفا، ويمتلك فأسًا تُمكنه من القتال بقوة، وقد استخدم الفأس في هجومه الأوّل على الباسيفيشتا.

### فاكهة الشيطان
أكل دريك من فاكهة الشيطان وهي من نوع الزون القديمة النادرة وقد أعطت دريك القدرة على التحول لديناصور ثيروبودا

وهو ديناصور كبير وقوي حيث تمكن من إصابة أحد الباسيفيشتا بجرح كبير وذلك عن طريق عضه، وهو أمرٌ صعب جدا، حيث أنّ الباسيفيشتا سايبورغ مدرع لكنه نزف بسبب العضة، ونوع فاكهته أكثر خطورة من فاكهة الزون العادية، مما يجلعه قادر على تحمل الكثير من الألم دون السقوط، ومع ذلك تأثر بشعاع الباسيفيشتا القوي جدا، وأيضا لا يمكنه (أو بمعنى آخر لا يريد) التحدث عند تحوله لديناصور كامل بل يصدر صوت ديناصور كأنه وحش حقيقي

وفي لعبة ون بيس معركة جيجانت 2 العالم الجديد، دريك كان قادرا على التحول إلى ديناصور بجسد الإنسان، مثلا تتحول الأظافر إلى مخالب حادّة، ويتحول هو إلى ديناصور يقف على ساقيه مثل «روب لوتشي»(الذي يتحول إلى نمر يقف على ساقيه).

### الهاكي
دريك قادر على استخدام الهاكي، والذي يمتلكه هو هاكي التسليح (التصلب) كما حدث عندما هزم كاريبو مستخدم فاكهة من اللوجيا.

## أحداث أرخبيل شابوندي
وصل دريك إلى أرخبيل شابوندي، مع طاقمه وكانوا يعدون للذهاب إلى العالم الجديد، في حين أن هناك قرصانان هما كيلر وآوروج يتقاتلان، وهم يعلمون جيدا ما سيحدث إذا أثاروا الفوضى، تدخل دريك وأوقفهما وطلب منهما أن يتقاتلا في العالم الجديد وليس هنا، وقد استجابا إلى طلبه، وبعدها مشى دريك بعيدا عن القراصنة برفقة طاقمه، ولكنهم توقفوا بسبب ترافلجار لاو الذي تبين بأن لديه معرفة مع دريك

وبعد مدة عندما كان جالسًا مع طاقمه في شابوندي، تفاجأ دريك بوجود عدد كبير من جنود البحرية في شابوندي وهذا أمر غير معتاد لأنه لم يحدث شيءٌ بعد، لكن بعد فترة قرأ دريك صحيفة الأخبار التي كان موجود بها عن أنه تم الإمساك بقائد الفرقة الثانية لقراصنة اللحية البيضاء «قبضة النار» بورتغاس دي إيس وأعلن عن إعدامه، وقال دريك بأن البحرية ستحتاج الكثير لكي تهزم اللحية البيضاء

وعندما انتشر خبر هجوم مونكي دي لوفي على أحد التنانين السماوية، أمر رجاله فورا الاِعداد للإبحار والتحضير للمغادرة، وكان ينوي المغادرة قبل وصول أحد الإدميرالات، وبعد فترة وصل الإدميرال كيزارو إلى شابوندي، وبعدها تدخل دريك في قتال آوروج زميله في السوبرنوفا مع الباسيفيشتا وقام دريك بضرب الباسيفيشتا، ولكن بعد أن تدخل «آبو» وهزمه كيزارو قام كيزارو بركل دريك وإسقاطه ومن ثم هزم كيزارو السوبرنوفا «باسيل هوكينز» وأسقطهم جميعا بسهولة.

## أحداث حرب المارينفورد
ظهر دريك في شابوندي يشاهد ما حدث في المارينفورد، وقد تبين بأن دريك مشابه ل«جوغر دي ساول» الذي خان البحرية سابقا.

### أحداث تحالف القراصنة
اشتهر دريك في العالم الجديد حتى بعد عودة قراصنة قبعة القش، كان دريك أحد أشهر السوبرنوفا في العالم الجديد مع كل من يوستاس كيد وترافلجار لاو.

## قصة كاريبو
ظهر دريك في قصة كاريبو، بعد أن قام كاريبو بتدمير مصنع في جزيرة كايدو وهزيمة سكوتش وإشعال الفوضى بها، قام دريك بمهاجمة كاريبو وهزيمته بسهولة ومن ثم جرّه بعيدا عن الجزيرة.

## أحداث دريسروزا
بعد أن تمت هزيمة دوفلامنجو من قِبل لوفي ولاو، إعترف دريك بأن دوفلامنجو هو من قتل والده لكنه لم يكرهه لأنه كان يكره والده.

## معاركة
- إكس دريك ضد كيلر ضد آوروج (تدخل دريك)

النتيجة: لم تكن معركة لكن دريك أوقفهما
- دريك، سكراتشمين آبو، آوروج وباسيل هوكينز ضد كيزارو والباسيفيشتا

النتيجة: فوز كيزارو والباسيفيشتا
- دريك ضد سكوتش

النتيجة: فوز دريك
- دريك ضد كاريبو

النتيجة: فوز دريك

## هوامش
حصل دريك على المرتبة 58 في الإستطلاع الخامس لأكثر شخصية شعبية في ون بيس في اليابان

دريك يشارك اسمه وسوالفه وممثل الصوت مع شخصية أخرى وهي الضابط «دريك» وهو أيضا من ظباط البحرية ويعمل تحت إِمرة نائب الإدميرال جوناثان وهذه الشخصية لا تظهر في المانغا

دريك هو القرصان الوحيد من السوبرنوفا الذي أكل من فاكهة ليست باراميسيا بل من الزون القديمة

في الأس بي أس (SBS) ذُكر يوم ميلاد دريك وهو 24 أكتوبر، بينما في كتاب المعلومات ذُكر ميلاده بيوم 10 أكتوبر.